# Saša Karan
Saša Karan (né le 7 avril 1965 à Sremska Mitrovica) est un athlète yougoslave, spécialiste du décathlon.
Il remporte la médaille d'or lors des Jeux méditerranéens de 1991. Son record, record de Yougoslavie, est de 8 057 points, réalisé à Ljubljana le 1er juillet 1990.